# Jaysuma Saidy Ndure
Jaysuma Saidy Ndure (Bakau, 1 juli 1984) is een Gambiaans-Noorse sprinter. Hij nam viermaal deel aan de Olympische Spelen. Saidy woont sinds 2002 in Oslo. In 2006 verkreeg hij de Noorse nationaliteit en vertegenwoordigt hij Noorwegen.

## Loopbaan
In 2001 won hij de 200 m op de West-Afrikaanse kampioenschappen. Op de Afrikaanse kampioenschappen in 2004 werd Ndure derde op de 100 m in 10,43 s. Datzelfde jaar deed Ndure voor het eerst mee aan de Olympische Spelen. Hij nam deel aan zowel de 100 m als de 200 m. Bij beide onderdelen werd hij in de tweede ronde uitgeschakeld.
Op de wereldatletiekfinale 2006 in Stuttgart werd hij zesde op de 200 m in een nieuw Gambiaans record van 20,47. Bij de wereldatletiekfinale 2007 won hij een zilveren medaille op de 100 m en goud op de 200 m in een voor beide afstanden nieuw Noors record. Op de Olympische Spelen van 2008 in Peking sneuvelde hij in de kwartfinale van de 100 m ondanks een snelle tijd van 10,14.
Jaysuma Saidy Ndure heeft ook driemaal aan de wereldkampioenschappen atletiek deelgenomen: in 2005, 2009 en 2011. In 2005 strandde Saidy Ndure in de halve finale met een tijd van 20,75 s op de 200 m. In 2009 gebeurde hetzelfde maar dan op de 100 m in 10,20 s. Twee jaar later, tijdens de wereldkampioenschappen van Daegu was hij één honderdste van een seconde langzamer, wat ook niet genoeg was voor de finale. Bij de dubbele afstand, waar hij ook aan deelnam, kwalificeerde hij zich wel voor de finale. Hij eindigde hier uiteindelijk als vierde in 19,95 s.
Saidy Ndure herhaalde zijn prestatie uit 2004: hij kwam wederom op het podium bij een continentaal kampioenschap. Bij de Europese kampioenschappen te Helsinki finishte hij achter de twee Fransen Christophe Lemaitre en Jimmy Vicaut in 10,17 s. Datzelfde jaar deed hij mee aan de Olympische Spelen van Londen. Hij eindigde op de 100 m in zijn serie als vierde met 10,28, wat niet genoeg was voor de halve finale. Op de 200 m kwam hij wel tot de halve finale. Hij eindigde hier vierde in zijn serie en gedeeld negende in totaal met een tijd van 20,42 s.

## Titels
- West-Afrikaans kampioen 200 m - 2001
- Afrikaans jeugdkampioen 200 m - 2003
- Noors kampioen 100 m - 2007, 2008
- Noors kampioen 200 m - 2007

## Persoonlijke records
Outdoor
| Onderdeel | Prestatie           | Datum             | Plaats    |
| --------- | ------------------- | ----------------- | --------- |
| 100 m     | 9,99 s (nat. rec.)  | 30 juni 2011      | Lausanne  |
| 200 m     | 19,89 s (nat. rec.) | 23 september 2007 | Stuttgart |
| 400 m     | 48,71 s             | 14 maart 2009     | San Diego |

Indoor
| Onderdeel | Prestatie | Datum            | Plaats |
| --------- | --------- | ---------------- | ------ |
| 60 m      | 6,55 s    | 24 februari 2008 | Gent   |
| 100 m     | 10,40 s   | 27 februari 2010 | Florø  |

## Palmares

### 100 m
Kampioenschappen
- 2007:  Wereldatletiekfinale - 10,06 s
- 2010: 6e EK - 10,31 s
- 2012:  EK - 10,17 s

Golden League-podiumplekken
- 2007:  ISTAF – 10,14 s
- 2007:  Weltklasse Zürich – 10,20 s
- 2007:  Memorial Van Damme – 10,11 s

### 200 m
Kampioenschappen
- 2006: 6e Wereldatletiekfinale - 20,47 s
- 2007:  Wereldatletiekfinale - 19,86 s
- 2010: 5e EK - 20,63 s
- 2011: 4e WK - 19,95 s
- 2013: 8e WK - 20,37 s
- 2016: 7e in serie OS - 20,78 s

Golden League-podiumplek
- 2007:  Bislett Games – 20,53 s

Diamond League-podiumplekken
- 2010:  British Grand Prix – 20,31 s
- 2010:  London Grand Prix – 20,43 s
- 2011:  Qatar Athletic Super Grand Prix – 20,55 s
- 2011:  Prefontaine Classic – 20,26 s
- 2011:  Bislett Games – 20,43 s
- 2012:  Qatar Athletic Super Grand Prix – 20,34 s
- 2013:  Bislett Games – 20,36 s
- 2013:  Athletissima – 20,40 s
- 2013:  DN Galan – 20,58 s